# Albrecht Grevesmühl
Albrecht Grevesmühl, född 1709, död 1784, var en svensk häradshövding.

## Biografi
Albrecht Grevesmühl föddes 1709. Han var son till kramhandlaren Herman Grevesmühl. Grevesmühl blev 5 december 1748 häradshövding i Gotlands norra domsaga. Han avled 1784.